# Albert von Pisa

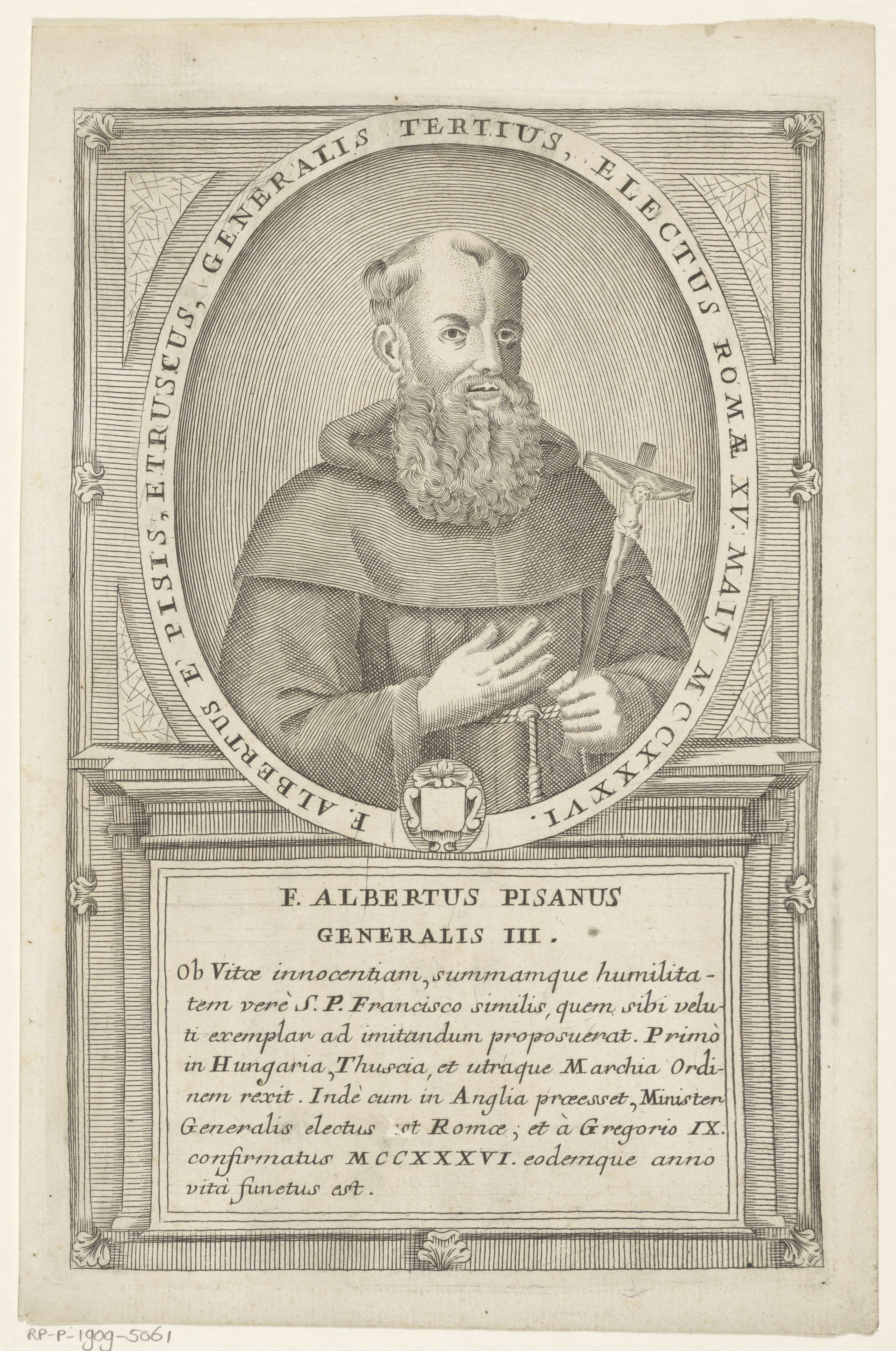
Albert von Pisa, Druckgraphik des frühen 18. Jahrhunderts

Albert von Pisa (* um 1200 in Pisa; † 23. Januar 1240, ebenda) war ein italienischer Franziskaner. Er war als Nachfolger des hl. Franziskus der dritte Generalminister des Franziskanerordens. Sein Vorgänger war Elias von Cortona (1232–1239), sein Nachfolger wurde Haymo von Faversham (1240–1243).
Zuvor war er als Nachfolger von Agnellus von Pisa zweiter Provinzialministers seines Ordens in England. Dieses Amt hatte er bereits in Deutschland und in England innegehabt.

## Leben
Albert von Pisa trat 1212 in den 1209 gegründeten und 1210 päpstlich approbierten Franziskanerorden ein. Er wurde 1219 mit seinem Bruder nach Frankreich geschickt, um dort einen Konvent zu eröffnen. 1223, beim Mattenkapitel in Assisi, wurde er Provinzial der neuen deutschen Provinz Teutonia. Er leitete die Provinzkapitel in Speyer (1223), Würzburg (1224) und Mainz (1227). Elias von Cortona entließ ihn von diesem Amt 1227. Danach war er der Reihe nach Provinzial für Ungarn, die Provinz Bologna, die Mark Ancona, die Mark Treviso und die Toskana. Als 1236 sein Bruder Agnello starb, der Provinzial in England war, baten die englischen Brüder um Albert als seinen Nachfolger. Elias von Cortona erlaubte dies. Albert förderte das Theologiestudium der Brüder in London und Canterbury. Am 15. Mai 1239 wurde Albert von Pisa vom Generalkapitel in Rom zum Generalminister gewählt. Er starb im folgenden Jahr in Pisa.
Papst Gregor IX., der ihn sehr bewunderte, komponierte eine Elegie zu seinem Tod. Albert schrieb das Werk Sermo de caritate Salvatoris, eine Sammlung von Predigten.